# Kasteel van Boussu
Het kasteel van Boussu (Frans: Château de Boussu) is een archeologische ruïne in de Belgische gemeente Boussu, provincie Henegouwen. Het behoorde aan de heren en graven van Boussu. Het châtelet of poortgebouw is het enige architecturale element dat nog zichtbaar is.

## Geschiedenis
Het terrein waarop het kasteel is gebouwd is bewoond sinds de Romeinse tijd.
In de 10e eeuw werd er een middeleeuwse burcht gebouwd. Deze werd in 1478 verwoest tijdens de oorlog tussen Frankrijk en het hertogdom Bourgondië. 
Vanaf 1540 werd het herbouwd door de architect Jacques Dubrœucq in opdracht van Jan van Hénin-Liétard, de eerste graaf van Boussu en opperstalmeester van keizer Karel V. De auteur Lodovico Guicciardini sprak over "Paleis Boussu, het mooiste huis dat je kunt zien in alle Nederlanden, een huis geschikt voor een koning".
Karel V bezocht het paleis in 1545 en 1554, Filips II van Spanje in 1549 en 1558, Lodewijk XIV van Frankrijk vierde zijn verjaardag in 1655 en Willem III van Oranje-Nassau in 1676. Het werd geleidelijk vernield door de vele oorlogen in de 16e en 17e eeuw.
Het vervallen bouwwerk werd in 1810 afgebroken. Enkel het poortgebouw werd gerestaureerd door de laatste graaf van Boussu, Maurice de Riquet de Caraman. Zijn nazaten verkochten het domein in 1836 aan graaf Eugène-Joseph de Nédonchel. Zijn zoon Georges de Nédonchel transformeerde het kasteel ingrijpend (nieuwe daken en bovenverdiepingen, aanbouw van een neogotische kapel). Tijdens de Tweede Wereldoorlog huisvestte de Luftwaffe er een munitiedepot, dat de Duitsers bij hun aftocht op 2 september 1944 tot ontploffing brachten. De 19e-eeuwse toevoegingen lagen grotendeels tegen de vlakte, maar de 16e-eeuwse kern overleefde het redelijk.
De kasteelgronden werden gemeentelijk eigendom in 1989, en het beheer toegekend aan de vereniging "Gy Seray Boussu". In september 2010, na vijf jaar wachten, kon de historicus Marcel Capouillez beginnen met de eerste fase van de restauratie van het poortgebouw.

## Park

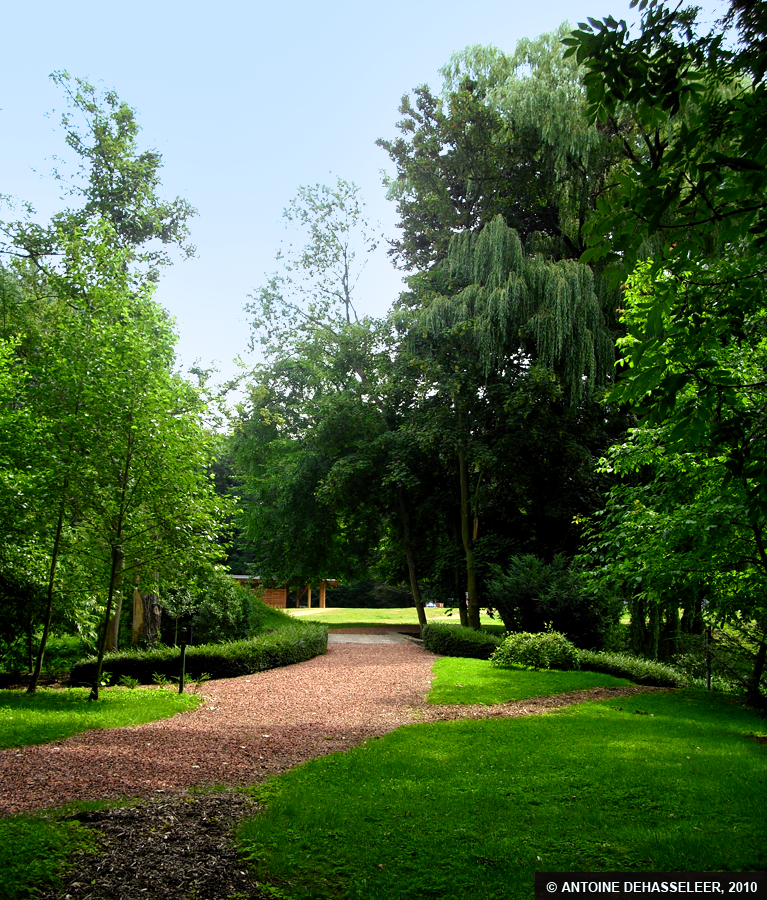

Het kasteelpark van Boussu van 12 hectare is een romantische Engelse tuin, aangelegd in opdracht van Maurice de Riquet  de Caraman. De gemeente Boussu en de Koning Boudewijnstichting bekostigden een restauratie. Het park is gratis, zeven dagen per week, van 1 maart tot 31 oktober te bezoeken. Er bevinden zich meer dan een eeuw oude, majestueuze bomen (paarse beuk, kastanje, eik, linde, plataan), een interessant drasland, een observatiepaviljoen met een terras en een natuurpad voor het ontdekken van de flora en fauna van de vallei van de Hene.
In 1842 werd een deel van het domein onteigend voor de aanleg van de spoorlijn Bergen-Quiévrain. Omdat ook de portierswoning werd onteigend, eiste de kasteelheer dat op kosten van de Staat een nieuwe woning werd opgericht.
Op die plaats had het domein ook een privé-overweg, afgesloten met een dubbel hekwerk, die tot 1991 in gebruik bleef. Zowel de portierswoning als het hek zijn nog aanwezig, en zichtbaar vanaf het spoor.